# 中华人民共和国水产总局
中华人民共和国国家水产总局，简称国家水产总局，为国务院组成部门。沿革为现今的中华人民共和国农业农村部渔业渔政管理局。

## 历史
前身为农业部水产总局、中华人民共和国水产部、农林部水产局。实施“发展经济，保障供给”总方针。水产品是国家二类商品。
1978年3月16日，国务院发出通知，经中共中央批准成立国家水产总局，为国务院直属机构.由农林部代管。国家水产总局对全国水产行业实行统一管理。国家水产总局成立时设办公室、政治部、海洋局、淡水局、计划局、基建局、渔政局、渔机局、科教局、外事局、物资局。
国家水产总局对国营海洋捕捞企业实行统一领导、分级管理；对原水产部下放的烟台、舟山海洋渔业公司和做为远洋基地建设的湛江渔业公司，实行中央和地方双重领导，以国家水产总局为主管理。这样，在黄海、东海、南海各有一个由国家水产总局直接掌管的点。过去属省管的国营渔业公司，实行中央和地方双重领导，以省为主管理。这些公司凡是下放到地区的应收归省，个别的也可以归省辖市。
渔船渔机工业，包括承担全国任务的旅大渔轮修造厂、宁波渔轮修造厂和广东省渔轮修造厂，温州渔业机械厂，南通渔船柴油机厂、淄博渔船柴油机厂，新建的镇海渔业基地钢丝绳厂、广海钢丝绳厂、荣成钢丝绳厂，广东省渔港建设工程公司，实行中央和地方双重领导，以国家水产总局为主管理。
恢复设立中国水产供销总公司，负责经营管理水产品收购、调拨、出口、加工，以及渔需物资供应、鱼价政策和冷库、冷藏船、冷藏车建设等工作。
海水和淡水的水产品收购价格，从一九七九年春汛起，分别提高百分之二十和三十，并相应扩大品种、规格、鲜度、季节等差价。
三年困难时期，各机关、部队（海军系统除外）、团体和厂矿、企业等单位为改善生活，先后发展了一大批“南泥湾船”，从事海上渔副业生产。为此，《国务院批转国家水产总局关于非渔业生产单位副业生产渔船不再发展和停止作业的报告》国发〔1979〕293号。。
1979年底，水利部、财政部、水产总局在广东省东莞县召开了全国水库养鱼和综合经营经验交流会议。1980年6月5日国务院批转《水利部、财政部、国家水产总局关于水库养鱼和开展综合经营的报告》的通知。
1979年12月28日，国家交通部、海军司令部、国家水产总局发布关于1980年4月1日零时起实施《1972年国际海上避碰规则公约》所附《1972年国际海上避碰规则》的通知。《1960年海上避碰规则》同时停止执行。非机动船仍按《中华人民共和国非机动船舶海上安全航行暂行规则》执行。
1982年2月22日第五届全国人大常委会第23次会议通过《关于国务院机构改革问题的决议》，将农业部、农垦部、国家水产总局合并设立农牧渔业部。

## 领导人员
- 局长肖鹏，兼任中国水产学会理事长
- 副局长、党组副书记张昭
- 副局长宫明山分管淡水渔业
- 副局长鲍光宗
- 副局长丛子明兼水产科学研究所党委书记
- 办公室负责人章申（1979年11月-1982年3月）
- 综合处处长涂逢俊
- 供销局主要负责人苟兴成
- 黄渤海渔业指挥部
- 东海渔业指挥部
- 南海渔业指挥部